# Paolo Marzotto
Le comte Paolo Marzotto, né le 9 septembre 1930 à Valdagno et mort le 25 mai 2020 à Vicence, est un pilote italien de course automobile qui courut principalement sur Ferrari durant la première moitié des années 1950.

## Biographie
Issu d'une grande famille industrielle, fils de Gaetano « junior » (it), Paolo Marzotto fut un « gentleman driver » tout comme ses trois frères Vittorio (notamment vainqueur du Grand Prix de Monaco 1952), Umberto et surtout Giannino.
Sa carrière en compétition s'étale entre 1948 (débuts sur Lancia Aprilia) et 1955. Dès 1951, il est deuxième de la Coupe d'Or de Sicile, avec un modèle 166MM de chez Ferrari.
Il s'impose en équipe avec Giovanni Bracco lors du Grand Prix automobile de Pescara 1952 (Coppa Acerbo, alors en endurance), sur une Ferrari 250 S.
Vainqueur du Tour de Sicile en 1952, il a aussi remporté à deux reprises la Coupe d'Or des Dolomites, en 1952 sur Ferrari 225 S, et en 1953 sur Ferrari 250 MM.
1952 est sa saison la plus fructueuse, puisqu'il s'impose à trois reprises en deux semaines durant le mois d'août lors de courses automobiles : le 3 au Tour de Calabre, le 10 au Circuit de Senigallia et enfin le 16 lors des 12 Heures de Pescara (avec Bracco sur la 250 S de ce dernier). En 1953, Paolo Marzotto gagne une nouvelle fois au Circuit de Senigallia.
Il a aussi participé à trois reprises aux 24 Heures du Mans de 1953 à 1955, se classant cinquième pour sa première apparition, sur Ferrari 340MM Berlinetta de Pininfarina avec son frère Giannino.

## Résultats aux 24 Heures du Mans
| Année | Équipe           | Voiture                  | Équipier            | Résultat |
| ----- | ---------------- | ------------------------ | ------------------- | -------- |
| 1953  | Scuderia Ferrari | Ferrari 340MM Berlinetta | Gianni Marzotto     | 5e       |
| 1954  | Scuderia Ferrari | Ferrari 375 Plus         | Umberto Maglioli    | Abandon  |
| 1955  | Scuderia Ferrari | Ferrari 121LM            | Eugenio Castellotti | Abandon  |